# Tamara Grigorjewna Nowikowa
Tamara Grigorjewna Nowikowa (russisch Тамара Григорьевна Новикова, engl. Transkription Tamara Novikova; * 6. Juni 1932 in Noginsk) ist eine ehemalige sowjetische Radrennfahrerin.

## Sportliche Laufbahn
Nowikowa war während ihrer aktiven Zeit als Radrennfahrerin in mehreren Disziplinen des Radsports aktiv. Von 1951 bis 1962 gewann sie insgesamt zehn nationale Titel auf der Straße, auf der Bahn und im Cyclocross. Dazu kommen auf nationaler Ebene Erfolge bei der Völker-Spartakiade.
Am 7. Juli 1955 stelle Nowikowa in Irkutsk mit 38,473 Kilometer einen neuen Stundenweltrekord der Frauen auf. International gewann sie bei den Straßenradsport-Weltmeisterschaften 1958 in Reims die Silbermedaille im Straßenrennen der Frauen.
Für ihre Leistungen erhielt Nowikowa die Auszeichnung Verdienter Meister des Sports der UdSSR.

## Erfolge
1951
- Sowjetische Meisterin – Cyclocross

1955
- Stundenweltrekord der Frauen

1956
- Sowjetische Meisterin – Straßenrennen
- Sowjetische Meisterin – Mannschaftsverfolgung

1957
- Sowjetische Meisterin – Cyclocross
- Sowjetische Meisterin – Mannschaftsverfolgung

1958
- Weltmeisterschaften – Straßenrennen
- Sowjetische Meisterin – Straßenrennen
- Sowjetische Meisterin – Mannschaftsverfolgung

1960
- Sowjetische Meisterin – Mannschaftsverfolgung

1962
- Sowjetische Meisterin – Straßenrennen